# جين إرفينغ
جين إرفينغ (بالإنجليزية: Jayne Irving)‏ هي مقدمة تلفزيونية بريطانية، ولدت في 30 أغسطس 1956.

## وصلات خارجية
- جين إرفينغ على موقع IMDb (الإنجليزية)